# Осада Огасты
Осада Огасты (англ. Siege of Augusta) — одно из сражений американской войны за независимость на территории Джорджии. В апреле 1781 года американские ополченцы окружили укрепления города Огаста, а 15 мая им на помощь подошли отряды Элии Кларка и Генри Ли. 21 мая был штурмом взят укреплённый дом Джорджа Гэльфина, затем был взят форт Гриерсон, после чего американцы осадили основной Форт Корнуоллис. Британцы совершили несколько вылазок, но все они были отбиты. По распоряжению Генри Ли была построена деревянная башня, с которой снайпера вели огонь по британцам внутри форта. 4 июня Ли предложил британскому командиру сдаться, и тот согласился, но перенёс капитуляцию на 5 июня, чтобы она не совпала с днём рождения короля.